# 南京市第十二中学
南京市第十二中学为中国江苏省南京市鼓楼区的一所公立全日制完全中学，高中部（校本部）位于中山北路408号，初中部位于姜家圩48号。该校前身为基督教美国圣公会差会于1917年创办的学堂益智小学，首位校长为沈子高。1919年改名为道胜小学，1941年增设初中部，更名为私立道胜中学，1951年与私立惠民中学合并为下关中学，1952年7月改为公办，并更为现名，首任校长为夔孝华。1999年9月原南京市五十二中学并入，校址被作为该校初中部。该校1995年被评为南京市重点中学，1998年被评为江苏省重点中学（三星级独立高中）。现实行初、高中分设，共有70个班级，其中高中30个，初中40个。校园内主要早期建筑有道胜堂（南京市级文物保护单位，今约翰·马吉图书馆），现代建筑有教学楼、办公楼和综合服务楼等。

## 知名校友
- 陈金 2004年奥运会羽毛球冠军

## 图集

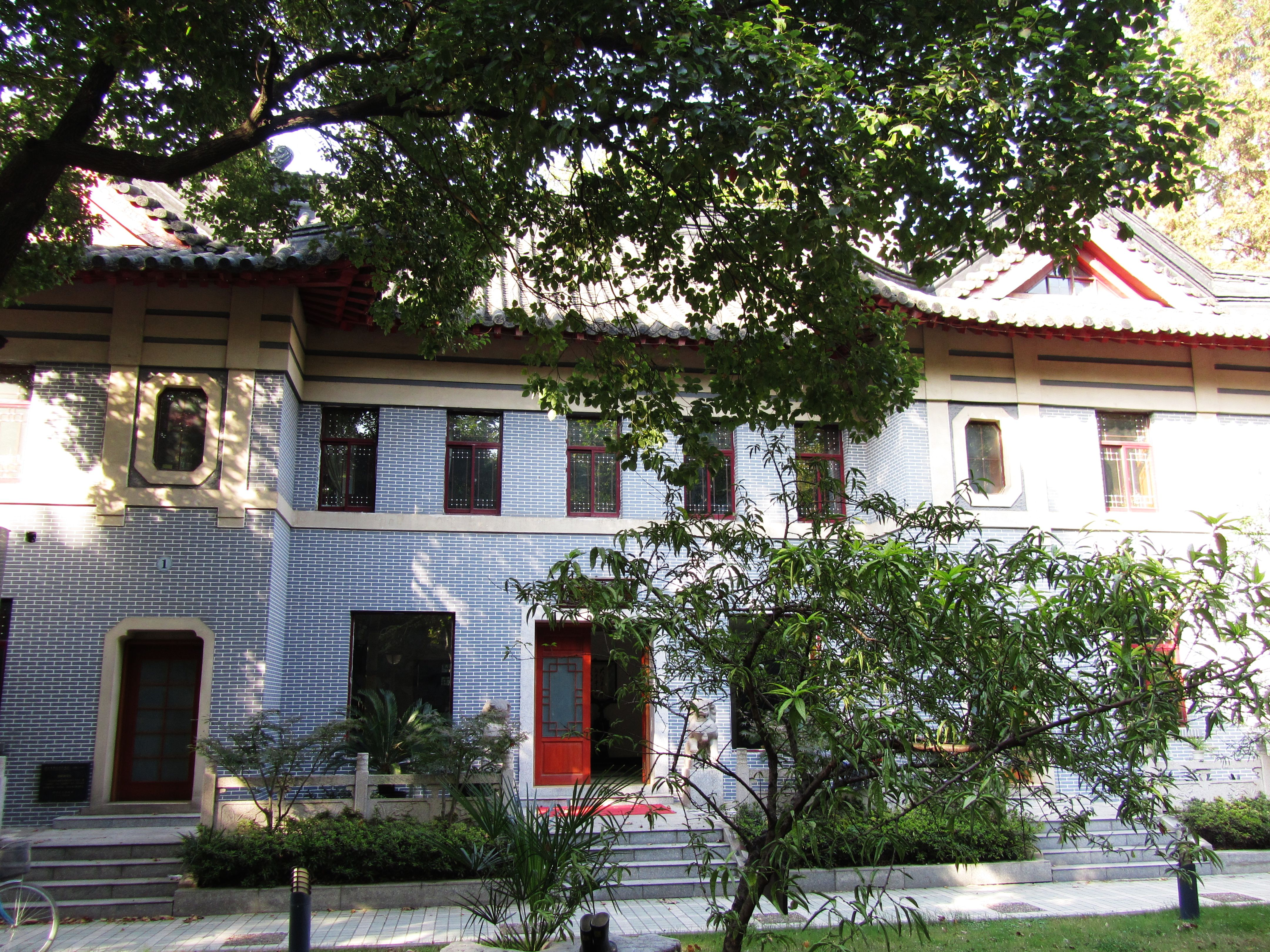
道胜堂，正面
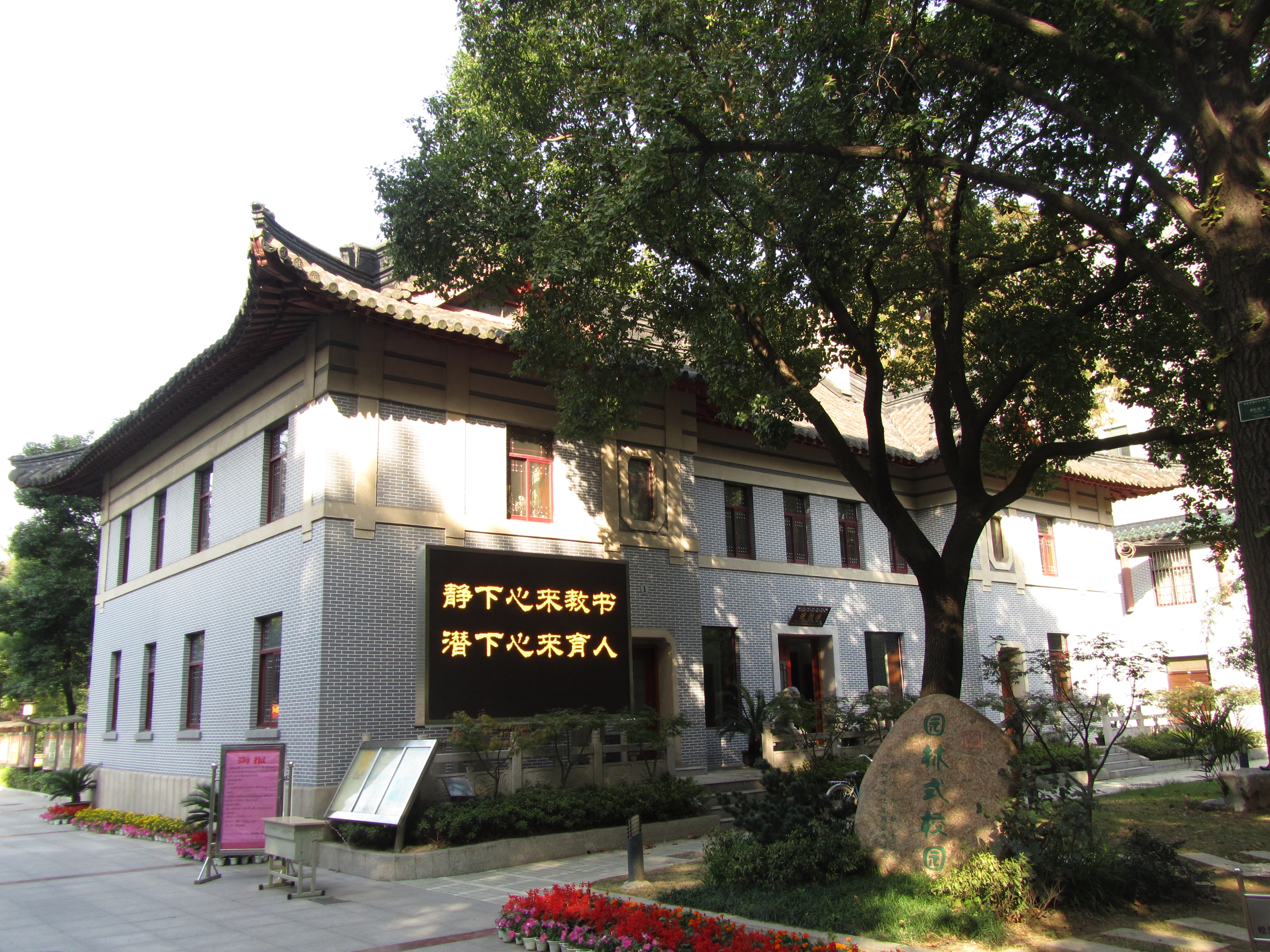
道胜堂，侧面
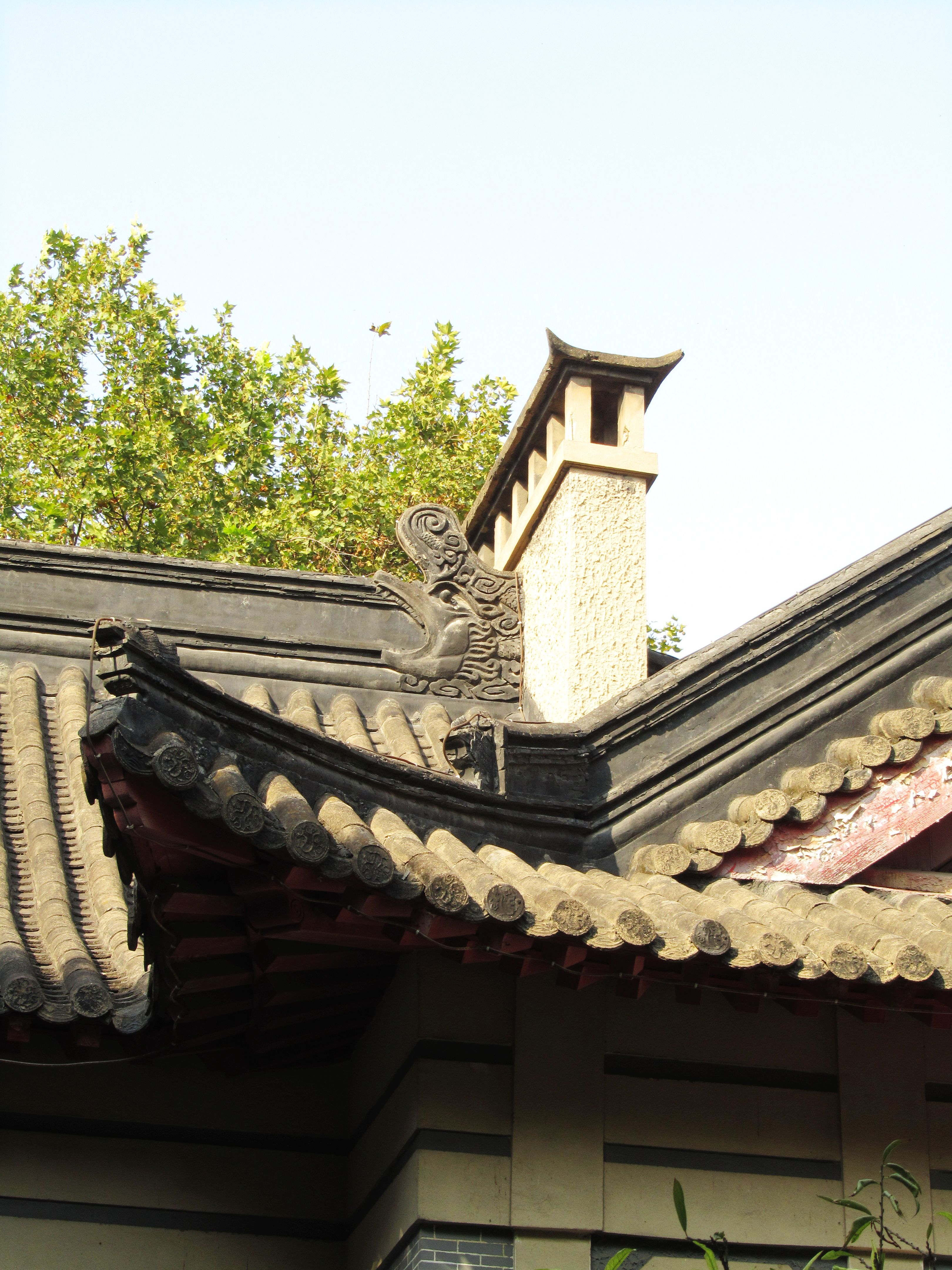
道胜堂，局部